# Pałac Kossakowskich w Warszawie

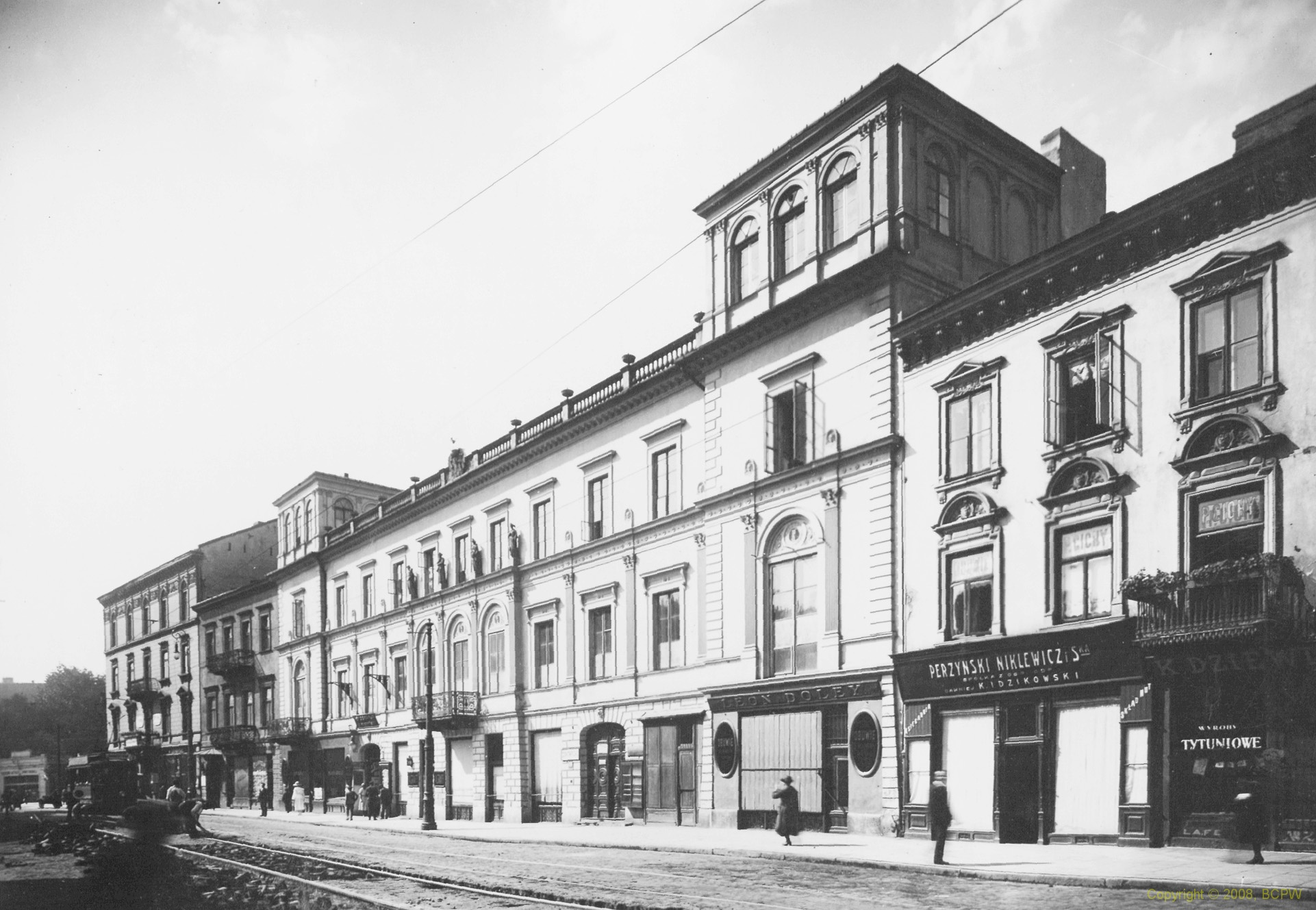
Pałac w 1922

Pałac Kossakowskich – pałac znajdujący się przy ul. Nowy Świat 19 w Warszawie.

## Opis
W 1780 kupiec Izaak Ollier zakupił od Augusta Sułkowskiego posesję w tym miejscu. Wystawił na niej pałac w stylu klasycystycznym, najprawdopodobniej według projektu Efraima Schrögera. Jego budowę ukończono w 1784.
W 1848 budynek zakupił Władysław Pusłowski i zlecił jego przebudowę architektowi Henrykowi Marconiemu. Architekt dodał jedno piętro, trzy oficyny, balkony i attykę balustradową. Fasadę przyozdobił korynckimi pilastrami. W 1851 ustawiono rzeźby przedstawiające muzy: Klio, Uranię, Erato i Talię, wykonane przez Pawła Malińskiego.
W 1853 pałac stał się własnością hrabiny Aleksandry z Lavalów Kossakowskiej. Jej mąż Stanisław Szczęsny Kossakowski zgromadził w budynku zbiory malarstwa, broni; stworzył również okazałą bibliotekę. W 1858 przebudowano wnętrza pałacu według projektu Franciszka Marii Lanciego.
W 1865 nieruchomość odziedziczył syn Kossakowskich Stanisław Kazimierz. Od 1874 organizował w pałacu piątkowe wieczory literackie. W belwederze pałacu znajdowała się pracownia Władysława Podkowińskiego, w której w 1894 powstał jego obraz Szał uniesień. Właściciel zmarł w 1905. Spadkobierców dziedziczących pałac było ośmioro. Byli to (według księgi hipotecznej w roku 1910) Józef Kossakowski, Michał Stanisław Kossakowski, Jan Eustachy Kossakowski, Maria z Kossakowskich Chrapowicka, Aleksandra z Kossakowskich Łempicka, Zofia z Kossakowskich Meysztowiczowa, Gabriela z Kossakowskich Górska i Jadwiga Kossakowska. W następnych latach pałac przestał być rezydencją rodową i wkrótce stał się kamienicą czynszową. W 1930 został kupiony przez Warszawskie Towarzystwo Ubezpieczeń.
Pałac został poważnie uszkodzony podczas obrony Warszawy we wrześniu 1939. Ucierpiał także podczas powstania warszawskiego w 1944. 
Pałac został odbudowany w latach 1949−1950 według projektu Mieczysława Kuzmy. 
W 1965 budynek został wpisany do rejestru zabytków.